# Équation de continuité

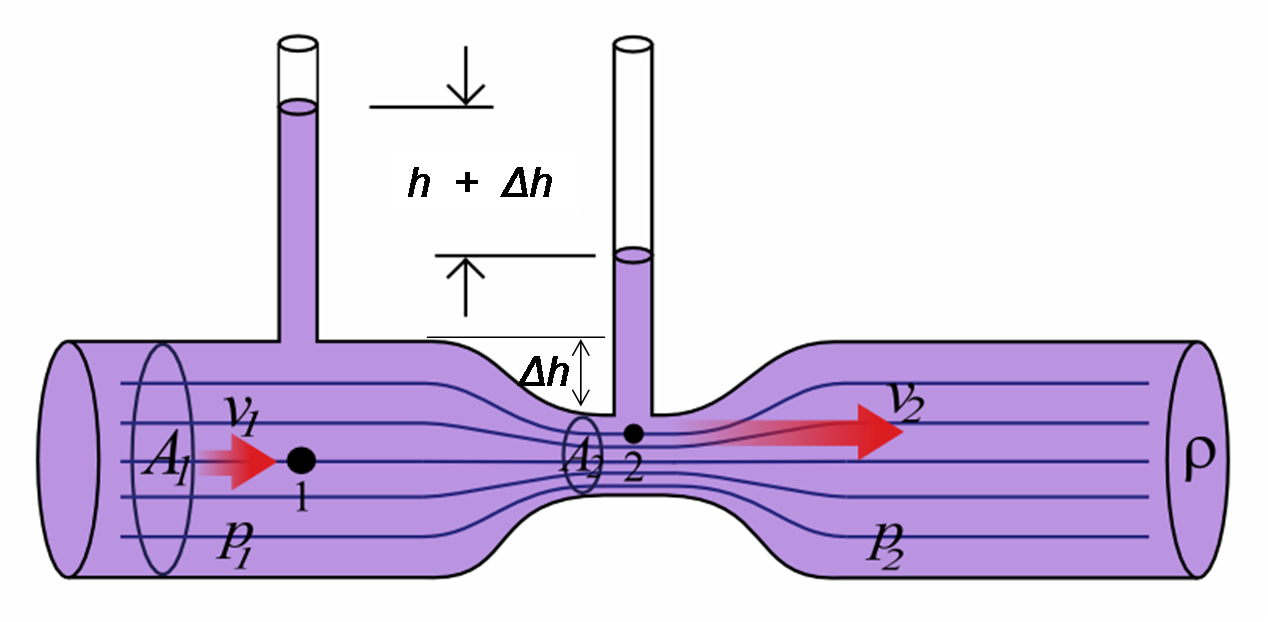
L'effet Venturi, découlant du théorème de Bernoulli.

En mécanique des fluides, le principe de conservation de la masse peut être décrit par l'équation de continuité sous plusieurs formes différentes : locale conservative (dérivée en temps normale), locale non conservative (la dérivée en temps suit la particule dans son mouvement), ou intégrale. Suivant les problèmes posés, c'est l'une ou l'autre de ces équations qui pourra être retenue, toutes étant équivalentes. On note ici :
- {\displaystyle \rho =\rho ({\vec {x}},t)} : la masse volumique du fluide au point repéré par le vecteur {\displaystyle {\vec {x}}} à l'instant {\displaystyle t}
- {\displaystyle {\vec {U}}={\vec {U}}({\vec {x}},t)} : la vitesse d'une particule de fluide se trouvant au point repéré par le vecteur {\displaystyle {\vec {x}}} à l'instant {\displaystyle t}

## Forme locale
Cette écriture est la plus générale et la plus répandue: {\displaystyle {\frac {\partial \rho }{\partial t}}+{\vec {\nabla }}\cdot \left(\rho \ {\vec {U}}\right)=0.}En faisant intervenir la notion de dérivée particulaire, on a l'écriture équivalente suivante : {\displaystyle {\frac {\mathrm {D} \rho }{\mathrm {D} t}}+\rho {\vec {\nabla }}\cdot \left({\vec {U}}\right)=0.}

## Forme intégrale
Cette formulation permet l'étude d'un "bloc" de fluide {\displaystyle \Omega (t)} pouvant éventuellement se déformer au cours du temps. Elle traduit le fait que la masse du fluide enfermé dans le volume {\displaystyle \Omega (t)} est constante, soit {\displaystyle {\frac {\mathrm {d} }{\mathrm {d} t}}\int _{\Omega (t)}\rho \left({\vec {x}},t\right)\ \mathrm {d} \Omega (t)=0.}

## Écoulement incompressible
Dans le cas où la masse volumique est constante au cours du temps et uniforme dans l'espace (écoulement incompressible), l'équation de conservation se réduit à {\textstyle {\vec {\nabla }}\cdot \left({\vec {U}}\right)=0}. 

## Conditions de saut
Lorsque le composé étudié est constitué de deux parties du fluide différentes (soit dans {\displaystyle \Omega _{1}} et {\displaystyle \Omega _{2}}), séparées par une interface {\displaystyle \Gamma (t)} se déplaçant à une vitesse de propagation locale {\displaystyle {\vec {W}}\left({\vec {x}},t\right)}, la conservation de la masse s'exprime par la relation suivante : {\displaystyle \left[\rho \left({\vec {U}}-{\vec {W}}\right)\cdot {\vec {n}}\right]=0,} où {\displaystyle [f]=f\mid _{\Omega _{2}\cap \Gamma (t)}-f\mid _{\Omega _{1}\cap \Gamma (t)}} où {\displaystyle f\mid _{\Omega _{i}\cap \Gamma (t)}} est la valeur du fluide dans {\displaystyle \Omega _{i}} proche de l'interface {\displaystyle \Gamma (t)} et {\displaystyle {\vec {n}}} est le vecteur normal extérieur à {\displaystyle \Omega _{1}\cap \Gamma (t)}. Ceci est à la base des relations de Rankine-Hugoniot.